# Двустворчатое зеркало
«Двустворчатое зеркало» (фр. Le miroir à deux faces) — кинофильм режиссёра Андре Кайата, вышедший в 1958 году. В СССР фильм демонстрировался под названием  «Призрачное счастье».

## Сюжет
Пьер Тардиве, школьный учитель, решает, что ему пора жениться, и размещает объявление в газете в разделе знакомств. Среди многих вариантов он выбирает Мари-Жозе Возанж, даму средних лет, нежную и воспитанную, но далёкую от идеала красоты. Спустя десять лет супружеской жизни Пьер попадает в автомобильную аварию, и знакомый доктор приглашает его лечиться в свою частную клинику. После выздоровления пациента доктор, который работает пластическим хирургом, предлагает ему заодно сделать жену красавицей. Тардиве гневно отвергает подобное предложение, но Мари-Жозе соглашается сделать операцию тайно. Она возвращается домой с прекрасной внешностью, но муж отказывается принять её в дом.

## В ролях
- Мишель Морган — Мари-Жозе Возанж-Тардиве
- Бурвиль — Пьер Тардиве
- Иван Десни — Жерар Дурью
- Жоржетт Анис — Маргерит Бенуа
- Жюльен Каретт — Альбер Бенуа
- Жорж Шамара — Джордж Возанж
- Элизабет Мане — Вероник Возанж
- Джейн Маркен — мадам Возанж
- Сильви — мадам Тардиве-мать
- Шарль Буйо — профессор
- Пьер Брайс — Жак
- Катрин Кандида — модель
- Рене Пасьо — Карин
- Сандра Мило — Ариан
- Жерар Ури — доктор Боск

## Съёмки
Съёмки фильма продолжались два месяца: с 23 января по 29 марта 1958 года.

## Премьеры
- Премьера фильма состоялась во Франции более чем через полгода после окончания съёмок — 15 октября 1958 года.
- Америка увидела картину 26 мая 1959 года.
- В Финляндии премьерный показ состоялся 17 августа 1962 года.
- В СССР фильм демонстрировался под названием «Призрачное счастье».